# مارسل دومرگی
مارسل دومرگی (به فرانسوی: Marcel Domergue) بازیکن فوتبال و مدافع اهل فرانسه است که از سال ۱۹۲۲ تا ۱۹۲۸ میلادی عضو تیم ملی فوتبال فرانسه بوده‌است. وی در ۲۰ بازی ملی حضور داشته است و در بازی‌های ملی‌اش گلی به ثمر نرساند.